# Uromyces inayati
Uromyces inayati ist eine Ständerpilzart aus der Ordnung der Rostpilze (Pucciniales). Der Pilz ist ein Endoparasit des Süßgrases Apluda mutica. Symptome des Befalls durch die Art sind Rostflecken und Pusteln auf den Blattoberflächen der Wirtspflanzen. Sie ist in China und Indien verbreitet.

## Merkmale

### Makroskopische Merkmale
Uromyces inayati ist mit bloßem Auge nur anhand der auf der Oberfläche des Wirtes hervortretenden Sporenlager zu erkennen. Sie wachsen in Nestern, die als gelbliche bis braune Flecken und Pusteln auf den Blattoberflächen erscheinen.

### Mikroskopische Merkmale
Das Myzel von Uromyces inayati wächst wie bei allen Uromyces-Arten interzellulär und bildet Saugfäden, die in das Speichergewebe des Wirtes wachsen. Die Spermogonien und Aecien der Art sind nicht bekannt. Die gelbbraunen Uredien des Pilzes wachsen unterseitig auf den Wirtsblättern. Seine matt goldenen bis hell zimtbraunen Uredosporen sind 20–24 × 18–21 µm groß, zumeist kugelig bis breitellipsoid und warzig. Die blattunterseitig wachsenden Telien der Art sind schwarzbraun, kompakt und unbedeckt. Die kastanienbraunen Teliosporen sind einzellig, in der Regel breit eiförmig bis kugelig und 20–24 × 18–21 µm groß. Ihre Stiele sind farblos bis gelblich und bis zu 50 µm lang.

## Verbreitung
Das bekannte Verbreitungsgebiet von Uromyces inayati umfasst China und Indien.

## Ökologie
Die Wirtspflanze von Uromyces inayati ist Apluda mutica. Der Pilz ernährt sich von den im Speichergewebe der Pflanzen vorhandenen Nährstoffen, seine Sporenlager brechen später durch die Blattoberfläche und setzen Sporen frei. Die Art durchläuft einen Entwicklungszyklus, von dem bisher nur Telien und Uredien sowie deren Wirt bekannt sind; Spermogonien und Aecien konnten ihr nicht zugewiesen werden.